# Ray Crawford (Rennfahrer)
Raymond „Ray“ Crawford (* 26. Oktober 1915 in Roswell; † 1. Februar 1996 in Los Angeles) war ein US-amerikanischer Autorennfahrer.

## Karriere
Ray Crawford startete zwischen 1955 und 1959 dreizehn Mal in der AAA-National-Serie und konnte sechs Top-Ten-Platzierungen erreichen. Bei den 500 Meilen von Indianapolis war Crawford dreimal in Rennen dabei, schaffte aber keine Zielankunft. 1954 gewann er die Stock-Car-Klasse bei der Carrera Panamericana in einem Lincoln.
Die drei Indianapolis-Teilnahmen wurden auch für die Weltmeisterschaft der Formel 1 gewertet, da das 500-Meilen-Rennen von 1950 bis 1960 zur Fahrerweltmeisterschaft zählte.

## Statistik

### Sebring-Ergebnisse
| Jahr | Team                | Fahrzeug           | Teamkollege | Platzierung             | Ausfallgrund |
| ---- | ------------------- | ------------------ | ----------- | ----------------------- | ------------ |
| 1955 | Ray Crawford        | Kurtis Kraft       |             | Rang 13 und Klassensieg |              |
| 1956 | Raceway Enterprises | Chevrolet Corvette | Max Goldman | Rang 15                 |              |

### Einzelergebnisse in der Sportwagen-Weltmeisterschaft
| Saison | Team                | Rennwagen          | 1   | 2   | 3   | 4   | 5   | 6   | 7   |
| ------ | ------------------- | ------------------ | --- | --- | --- | --- | --- | --- | --- |
| 1953   | Ray Crawford        | Lincoln Capri      | SEB | MIM | LEM | SPA | NÜR | RTT | CAP |
| 1953   | Ray Crawford        | Lincoln Capri      |     |     |     | DNF |     |     |     |
| 1954   | Lincoln             | Lincoln Capri      | BUA | SEB | MIM | LEM | RTT | CAP |     |
| 1954   | Lincoln             | Lincoln Capri      |     |     | 9   |     |     |     |     |
| 1955   | Ray Crawford        | Kurtis Kraft       | BUA | SEB | MIM | LEM | RTT | TAR |     |
| 1955   | Ray Crawford        | Kurtis Kraft       | 13  |     |     |     |     |     |     |
| 1956   | Raceway Enterprises | Chevrolet Corvette | BUA | SEB | MIM | NÜR | KRI |     |     |
| 1956   | Raceway Enterprises | Chevrolet Corvette | 15  |     |     |     |     |     |     |